# Bactris elegans
Bactris elegans là loài thực vật có hoa thuộc họ Arecaceae. Loài này được Barb.Rodr. & Trail mô tả khoa học đầu tiên năm 1875.